# Henry David Thoreau
Henry David Thoreau (ur. 12 lipca 1817 w Concord, zm. 6 maja 1862 tamże) – amerykański pisarz, poeta i filozof transcendentalista.

## Życiorys
Thoreau, syn wytwórcy ołówków Johna, potomka francuskich imigrantów, i Cynthii z d. Dunbar, urodził się i spędził prawie całe życie w miasteczku Concord w stanie Massachusetts. 
W 1837 roku ukończył studia na Uniwersytecie Harvarda i został nauczycielem w szkole miejskiej w Concord. Wkrótce zaprzyjaźnił się z Ralphem Waldo Emersonem. Był jednym z ważniejszych członków działającego w latach 1836–1843 Klubu Transcendentalistów. W latach 1840–1844 Thoreau wraz z R.W. Emersonem, Th. Parkerem i Margaret Fuller wydawał The Dial – oficjalny organ Klubu, w którym zadebiutował jako poeta i eseista. 
Był przedstawicielem anarchoprymitywizmu. Popierał obywatelskie nieposłuszeństwo jako formę walki z władzą i poszanowanie środowiska naturalnego (był fleksitarianinem). Był również zagorzałym abolicjonistą sprzeciwiającym się niewolnictwu i legalizującemu je prawu Stanów Zjednoczonych. 
W 1845 roku przeniósł się do zbudowanej przez siebie chaty nad stawem Walden, położonym w lasach concordzkich. W trakcie dwuletniej samotności napisał swoje najsłynniejsze dzieło Walden, które stało się wzorem dla brytyjskich działaczy, późniejszych założycieli Partii Pracy.
Zmarł na gruźlicę. Nie założył rodziny.

## Dzieła
- 1849: Tydzień nad rzekami Concord i Merrimack (A Week on the Concord and Merrimack Rivers)
- 1849: O obywatelskim nieposłuszeństwie (On the Duty of Civil Disobedience) – esej
- 1854: Niewolnictwo w Massachusetts (Slavery in Massachusetts)
- 1854: Walden, czyli życie w lesie (Walden, or Life in the Woods) – powieść-pamiętnik, a zarazem zbiór esejów
- 1860: Obrona Kapitana Johna Browna (A Plea for Captain John Brown)
- 1863: Wycieczki (Excursions)
- 1863: Życie bez zasad (Life without Principle) – esej
- 1864: Lasy Maine (The Maine Woods)
- 1865: Przylądek Cod (Cape Cod) – pamiętnik z podróży
- 1881: Wczesna wiosna w Massachusetts (Early Spring in Massachusetts)
- 1884: Lato (Summer)
- 1882: Zima (Winter)
- 1892: Jesień (Autumn)
- 1894: Różności (Miscellanies)
- 1906: Dziennik Henry'ego Davida Thoreau (The Journal of Henry David Thoreau)

Twórczość Thoreau w przekładzie na język polski:
- Walden (Czytelnik 1983 fragmenty w „Życie bez zasad”; PIW 1991; Rebis 1999; Bibl. Gazety Wyborczej 2005; Rebis 2010), tłum. Halina Cieplińska
- Obywatelskie nieposłuszeństwo (Twórczość nr 4 r. 1981; Czytelnik 1983 w „Życie bez zasad”; Rebis 2006), tłum. Halina Cieplińska
- Życie bez zasad i inne eseje (Czytelnik 1983; Rebis 2011), tłum. Halina Cieplińska
- Sztuka chodzenia (Miniatura 2001)